# Tim Kakashi spreman (Naruto epizoda)
Tim Kakashi spreman je epizoda animea Naruto Shippuden. Ovo je 8. epizoda 1. sezone.

## Radnja
U Konohu orao pismonoša donosi pismo hitne uzbune S-klase. U pismu se objašnjava situacija Sunagakurea te se Konohu traži za pomoć pri spašavanju Gaare. Kada je Tsunade dobila pismo, ona odmah šalje Tim Kakashi u Selo Pijeska kao pomoć. 
U međuvremenu, Kankuro nastoji napadnuti Deidaru, no Sasori nastavlja blokirati njegove napade svojim mehaničkim repom, usput govoreći kako je on njegov protivnik. Kankuro zatim napadne Sasorija no on blokira njegov napad. Kankuro je i dalje pokušavao udariti Sasorija, ali on je savršeno čitao pokrete njegovih lutki te im s lakoćom izmaknuo. Nakon što je pobjegao Karasuovoj zamci uvlačenja u tijelo i uništio Sanshouov zaštitni oklop, Sasori je pogodio Kankura repom u prsa i uništio sve njegove lutke. Sasori je zatim otkrio da je sve Kankurove pokrete otkrio zato što je on sam dizajnirao njegove lutke. Kankuro, shvativši da ga je otrovan tijekom udarca u prsa, pada na zemlju i ostaje nepomično ležeći. Boreći se da ostane na životu, Kankuro blokira Sasorijev konačni napad te mu zadnjim snagama s Karasuovom rukom otrgnuti komadić marame koju nosi preko usta. Sasori ostavlja Kankura na životu govoreći mu kako će od otrova ionako umrijeti za tri dana. 
U međuvremenu, Tim Kakashi se oprašta od Tsunade na ulazu u Konohagakure, spreman pomoći u spašavanju Gaare. Prije nego što su uspjeli krenuti, Jiraiya se pojavljuje te se iznenadi otkrićem da Tim Kakshi dobiva tu misiju S-klase. Jiraiya pozove Naruta na stranu te ga upozorava kako ne bi bilo pametno koristiti "onu" moć te da se drži pod kontrolom. Tim Kakashi zatim, s Narutom na čelu, napušta Konohu i odlazi u pravcu Sunagakurea.